# Islamitisch terrorisme in Frankrijk

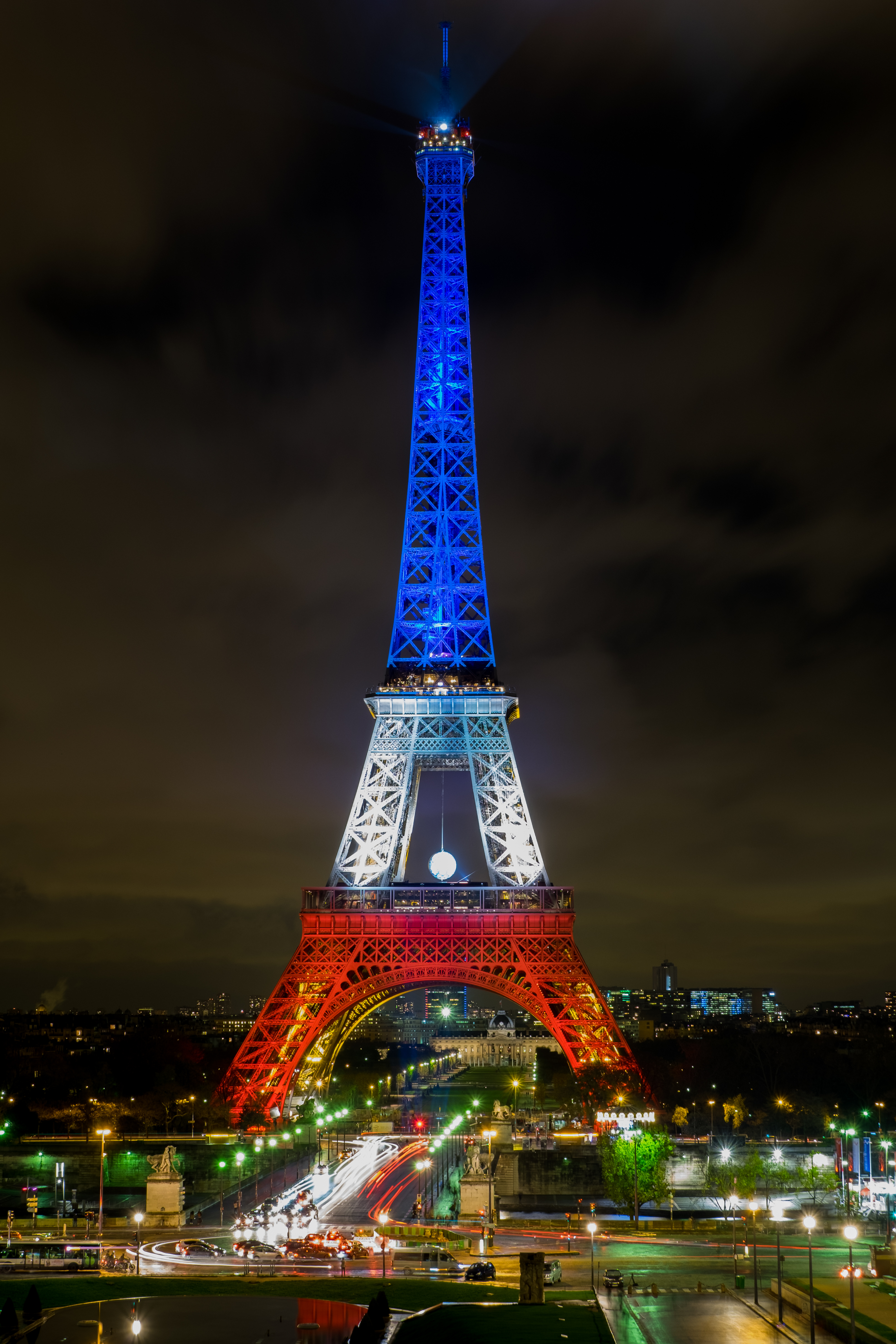
De Eiffeltoren verlicht in de kleuren van de Franse vlag na de aanslagen in Parijs in november 2015

Islamitisch terrorisme in Frankrijk is in Frankrijk gepleegd terrorisme dat gemotiveerd wordt door de islam.
Een eerste reeks aanslagen vond plaats halverwege de jaren negentig van de twintigste eeuw. Deze aanslagen hadden verband met de Algerijnse Burgeroorlog. Sinds 2012 heeft Frankrijk te maken met een grote golf van islamistische aanvallen die ruim 290 doden hebben veroorzaakt. Veel van deze aanslagen worden opgeëist door Islamitische Staat (IS) of zijn navolging van de werking van IS. Een deel van de aanvallen is gericht op vertegenwoordigers van het Franse leger en de Franse politie en soms op leden van de joodse of christelijke gemeenschappen. De rest is gericht op willekeurige mensen op openbare plaatsen. Aanvallen op prominenten vormen een kleine minderheid. Frankrijk is volgens een in juni 2017 gepubliceerde internationale studie het land in Europa en Noord-Amerika dat het meest is getroffen door jihadistische aanslagen sinds het uitroepen van Islamitische Staat.
De terroristen gebruiken verschillende tactieken, waaronder schietpartijen, bomaanslagen, aanslagen met een voertuig, mesaanvallen en een vliegtuigkaping.
In oktober 2019 beloofde de Franse president Emmanuel Macron, tijdens een eerbetoon aan de vier personen die omgebracht werden bij een steekpartij in het Parijse hoofdcommissariaat van politie, onophoudelijk te strijden tegen het islamitisch terrorisme. De Franse president riep het hele land op zich te mobiliseren tegen “het veelkoppige islamitische monster”. Mede naar aanleiding van het islamitisch terrorisme bond president Macron de strijd aan met het "islamitisch separatisme", dat hij strijdig achtte met de waarden en de eenheid van de Franse republiek. Op 16 februari 2021 stemde een ruime meerderheid van het Franse parlement voor een wet die het islamitisch radicalisme steviger aanpakt. Als de senaat de wet ook goedkeurt kunnen artsen boetes of celstraffen opgelegd worden als ze maagdelijkheidstesten uitvoeren. Ook komen er sancties tegen polygamie en gedwongen huwelijken en strengere regels voor religieus onderwijs. De overheid kan gemakkelijker gebedsruimtes sluiten als die gebruikt worden om haatzaaiende ideeën te verspreiden.
Het hieronder gegeven overzicht van aanslagen is niet uitputtend.

## 1994
- Op 24 december 1994 kaapten leden van Groupe Islamique Armé Air France-vlucht 8969. Hierbij werden drie passagiers en vier kapers gedood. De Franse Groupe d'Intervention de la Gendarmerie Nationale bevrijdde op 26 december de overige 229 gegijzelde inzittenden van het vliegtuig.

## 1995
- Op 25 juli 1995 pleegde de Groupe Islamique Armé een aanslag op het Parijse treinstation Saint-Michel - Notre-Dame. De terroristen lieten een gasfles ontploffen. Hierbij vielen acht doden en zeker honderdvijftig gewonden.[5]

## 2012
- In maart 2012 vonden meerdere schietpartijen plaats in de Franse regio Midi-Pyrénées. Twee vonden plaats in de hoofdstad Toulouse, waarvan een bij de joodse Ozar Hatorah-school, en een in Montauban. In totaal kwamen zeven personen om het leven, onder wie drie militairen en drie kinderen. De dader was Mohammed Merah, een 23-jarige man van Algerijnse afkomst. De dader werd na een omsingeling van zijn verblijfplaats en een vuurgevecht met de Franse politie gedood op 22 maart.

## 2014
- Op 20 december 2014 viel een moslim van Burundese afkomst het politiebureau in Joué-lès-Tours zwaaiend met een mes en Allahoe Akbar roepend binnen. Hij verwondde een aantal agenten met zijn mes. Een agent schoot de man dood.[6]
- Op 21 december 2014 reed in Dijon een automobilist in op voorbijgangers. Daarbij vielen dertien gewonden. Volgens getuigen riep de man Allahoe Akbar.[7]
- Op 22 december 2014 reed een automobilist in op een groep mensen op de kerstmarkt in de stad Nantes. Hij riep hierbij de kreet Allahoe Akbar.[7]

## 2015
- Op 7 januari 2015 pleegden extremisten een aanslag op het satirische weekblad Charlie Hebdo in de Franse hoofdstad Parijs. Er vielen 12 doden en minstens 11 gewonden.
- Op 8 januari 2015 werd in het zuiden van Parijs een politieagente doodgeschoten. Verdachte was Amedy Coulibaly.
- Op 9 januari 2015 gijzelde dezelfde Coulibaly de aanwezigen in een koosjere supermarkt in de buurt van Porte de Vincennes in het oosten van Parijs. Hierbij werden vier aanwezigen en Coulibaly gedood.
- Op 26 juni 2015 was er een aanslag op een gasfabriek in de Zuid-Franse stad Saint-Quentin-Fallavier. De 35-jarige Yassin Salhi ramde met zijn auto enkele gasflessen op het terrein van Air Products, waardoor twee mensen lichtgewond raakten. Salhi had daarvoor zijn werkgever, de 54-jarige Hervé Cornara, onthoofd. Het hoofd liet hij, met enkele vlaggen met Arabische teksten, achter op het hek van het bedrijf. Op dezelfde dag vonden de aanslag in Sousse en de aanslag op een moskee in Koeweit plaats.
- Op 21 augustus 2015 vielen drie gewonden bij een poging tot een aanslag op de Thalys-trein Amsterdam – Parijs. De aanslag die een Marokkaan probeerde te plegen werd verijdeld door meerdere passagiers.[8]
- Op 13 november 2015 kwamen in Parijs bij meerdere aanslagen, onder andere bij het Stade de France en in Bataclan, 138 mensen om en raakten meer dan 350 mensen gewond. De aanslagen werden opgeëist door Islamitische Staat.

## 2016
- Op 13 juni 2016 werden in Magnanville bij een dubbele moord de politiecommandant Jean-Baptiste Salvaing en zijn partner Jessica Schneider, een ambtenaar van het ministerie van Binnenlandse Zaken voor hun huis gedood door Larossi Abballa. De aanval werd opgeëist door Islamitische Staat.
- Op 14 juli 2016, de Franse nationale feestdag, werden bij een aanslag in Nice 86 mensen gedood en 458 verwond. De Tunesiër Mohamed Lahouaiej-Bouhlel rijdt met een vrachtwagen op de Promenade des Anglais in op de menigte. De dader werd doodgeschoten door de politie. Islamitische Staat eiste de verantwoordelijkheid voor de aanslag op.
- Op 26 juli 2016 vielen twee islamitische terroristen gelovigen aan die deelnamen aan een mis in een katholieke kerk in Saint-Étienne-du-Rouvray in Normandië. De mannen droegen messen en nepbomgordels. Ze gijzelden zes mensen en doodden later een van hen, de 85-jarige priester Jacques Hamel, door zijn keel door te snijden. Ook verwondden ze een 86-jarige man ernstig. De terroristen werden door de politie doodgeschoten toen ze probeerden de kerk te verlaten. De moord werd opgeëist door Islamitische Staat.[9]

## 2017
- Bij een aanslag op de Champs-Élysées in Parijs op 20 april 2017 beschoot een man met een kalasjnikov een politiewagen. Een agent kwam om het leven en twee agenten en een toerist raakten gewond. De schutter werd doodgeschoten. Terreurgroep Islamitische Staat eiste de aanslag op.
- Op 1 oktober 2017 werden op station Saint-Charles in Marseille twee nichtjes van 20 en 21 jaar doodgestoken door de 29-jarige Tunesiër Ahmed Hanachi, terwijl deze Allahoe Akbar riep.[10]

## 2018
- Op 23 maart 2018 pleegde de 25-jarige Redouane Lakdim meerdere aanslagen in Aude waarbij hij vier mensen doodde. De dader werd later zelf door de politie gedood.
- Op 12 mei 2018 werden rond 21.00 uur in Parijs voorbijgangers aangevallen door een man met een mes die Allahoe Akbar riep. De 20-jarige Tsjetsjeense dader werd door de politie doodgeschoten. De aanval werd opgeëist door Islamitische Staat.[11]
- Bij een aanslag op de avond van 11 december 2018 nabij de kerstmarkt van Straatsburg werden vijf personen gedood en tien anderen verwond. De politie schoot de 29-jarige Frans-Algerijnse aanvaller op 13 december in Straatsburg dood. Islamitische Staat eiste de aanslag op.

## 2019
- Op 24 mei 2019 vielen 13 gewonden bij een bomaanslag in de rue Victor-Hugo in Lyon. De dader bekende dat hij trouw had gezworen aan Islamitische Staat.[12]
- Op 3 oktober 2019 werden bij een mesaanval op het hoofdcommissariaat van politie in Parijs vier politieagenten gedood door een persoon die daar werkte. Hij had zich in 2008 bekeerd tot de islam.

## 2020
- Op 3 januari 2020 viel een 22-jarige man in park Hautes-Bruyères in Villejuif voorbijgangers aan met steekwapens, riep Allahoe Akbar, doodde een man en verwondde ernstig twee vrouwen. De dader spaarde een eerdere voorbijganger die gezegd had moslim te zijn en een gebed opzei. De jongeman had zich kort ervoor tot de islam bekeerd. Volgens het nationale parket voor terrorismebestrijding had de man de aanval "met extreem geweld" en met "uiterste vastberadenheid" uitgevoerd.[13]
- Op 5 januari 2020 werd in Metz een 30-jarige man gearresteerd na een poging de politie aan te vallen. Hij was gewapend met een mes en schreeuwde Allahoe Akbar. De dader was bij de instanties gekend als iemand met radicale ideeën.[14]
- Op 4 april 2020 stak in het centrum van Romans-sur-Isère een Soedanese asielzoeker twee mensen dood en verwondde vijf anderen. De dader riep Allahoe Akbar en reciteerde de geloofsbelijdenis van de moslims.
- Op 27 april 2020 reed in Colombes, nabij Parijs, een bestuurder van een auto opzettelijk met hoge snelheid in op twee motoragenten. Een van hen raakte ernstig gewond aan zijn hoofd, de ander raakte gewond aan zijn bekken en benen. De dader, Youssef T., had trouw gezworen aan Islamitische Staat.[15]
- Op 25 september 2020 raakten bij een mesaanval nabij het voormalige kantoor van Charlie Hebdo in Parijs twee medewerkers van het mediabedrijf Premières Lignes Télévision ernstig gewond. Drie weken eerder begon het proces tegen de vermeende handlangers van de aanslag op Charlie Hebdo op 7 januari 2015. Het tijdschrift publiceerde naar aanleiding hiervan opnieuw de cartoons van de profeet Mohammed. De Pakistaanse hoofdverdachte wilde journalisten van Charlie Hebdo aanvallen en dacht dat het tijdschrift nog op de vroegere plaats gevestigd was.[16]
- Op 16 oktober 2020 onthoofdde in Éragny[17] (Val-d'Oise), een voorstad ten noordwesten van Parijs, de 18-jarige Tsjetsjeen Abdoullakh A. op straat een 47-jarige geschiedenisleraar. De leraar had kort daarvoor in de klas karikaturen van de profeet Mohammed laten zien. De dader riep Allahoe Akbar en plaatste een foto van het afgehakte hoofd op Twitter. Hij werd door de politie doodgeschoten.[18]
- Op 29 oktober 2020 doodde de 21-jarige Tunesiër Brahim A. bij een mesaanval drie personen in de Onze-Lieve-Vrouwebasiliek te Nice. De aanvaller riep herhaaldelijk Allahoe Akbar en werd gearresteerd door de politie.

## 2021
- Op 23 april 2021 werd in de inkomhal van het politiecommissariaat van Rambouillet een politiebeambte de keel doorgesneden door een 36-jarige Tunesiër. De dader riep Allahoe Akbar en werd doodgeschoten door de politie.[19]

## 2022
- Op 2 maart 2022 werd Yvan Colonna in de sporthal van de gevangenis van Arles gewurgd door de Kameroense medegevangene en islamist Franck Elong Abé omdat hij Allah zou hebben gelasterd.[20] Colonna overleed op 21 maart in een ziekenhuis in Marseille.
- Op 22 november 2022 viel in Annecy een 22-jarige man, die bij de autoriteiten bekend stond als een radicale islamist, een politieagent aan terwijl hij in hechtenis zat op het politiebureau. Hij werd aangeklaagd wegens "opzettelijk geweld tegen een persoon die het openbaar gezag bekleedt, in verband met een terroristische onderneming".[21]

## 2023
- Op 13 oktober 2023 sneed in Arras een Tsjetsjeense man, Allahoe Akbar roepend, de keel door van een leraar op de middelbare school Gambetta-Carnot en verwondde drie anderen, van wie er twee in een kritieke toestand moesten worden opgenomen in het ziekenhuis.[22]
- Op 2 december 2023 kwam in Parijs bij een aanval met een mes en een hamer een Duitse toerist om het leven en raakten twee anderen gewond. De dader riep Allahoe Akbar en was eerder al veroordeeld voor terreurplannen.[23]

## 2025
- Op 22 februari 2025 vielen bij een mesaanval in de stad Mulhouse een dode en vijf gewonden. Een Algerijnse man voerde de aanval uit en riep Allahoe Akbar. Twee politieagenten raakten ernstig gewond. Er werden 4 verdachten opgepakt.[24]